# 標準寒天培地
標準寒天培地（ひょうじゅんかんてんばいち、英：standard methods agar（SMA）、Plate count agar（PCA））は検体の生菌の増殖を評価またはモニタリングするために一般的に使用される微生物増殖培地である。PCAは選択培地ではない。
生きている好気性細菌の総数は、細菌が増殖するための基質である標準法寒天培地を使用して測定することができる。培地には窒素、炭素、アミノ酸、ビタミン、ミネラルを供給するカゼインが含まれており、微生物の増殖を助ける。酵母エキスはビタミン、特にB群の供給源である。グルコースは発酵可能な炭水化物で、寒天は凝固剤である。これは非選択培地であり、細菌は固体検体では1gあたりのコロニー形成単位（CFU/g）として、液体検体では（CFU/ml）として測定される。

## Pour plate technique
Pour plate techniqueは、標準寒天培地の調製に用いられる典型的な手法である。ここで、接種菌はプレートを注ぐ前に溶かした寒天に加えられる。溶かした標準寒天培地を約45℃まで冷やし、特定の希釈検体を入れたシャーレに無菌的に流し込む。ここからプレートを回転させ、検体が標準寒天培地と均一に混ざるようにする。培養は次のステップで、20～30℃で約3日間行う。

## 組成
| カゼイン・トリプトンの酵素分解物 | 5.0 g/L  |
| 酵母エキス                       | 2.5 g/L  |
| グルコース                       | 1.0 g/L  |
| 寒天                             | 15.0 g/L |

## 利点
- 調製が容易
- surface spread methodよりも検体量が多いため、より低い微生物濃度で検出が可能。
- 寒天の表面をあらかじめ乾燥させる必要がない
- 検体中の微生物数/mLを測定できる
- 事前にプレートを準備する必要がない
- 食品の細菌のコンタミネーションの判定の可能性

## 標準寒天培地から分離コロニーの取得
プレートの調製に成功すると、標準寒天培地の細菌はコロニーに成長し、元の細菌の種類を決定するために十分に分離することができる。コロニー形成単位（CFU）は、コロニーの起源を示す適切な表現である。測定は通常CFUで記録される。プレート上で成長するコロニーは、単一細菌のものもあれば、細菌群のものもあるため、CFUは細菌密度を正確に表すことができる。streak plate methodは、プレート上に個々のコロニーを形成させることにより、未知の微生物を同定するのに役立ち、CFU法を用いることができる：
1. 画線パターンの開始。プレートの底にラベルする。次に、プレートを4つの象限に分けて視覚化する：
  - 左上(I),
  - 右上(II),
  - 右下 (III),
  - 左下 (IV).

寒天平板の第一象限（左上）で、混合培養液を前後に縞状に塗布する。寒天は切らずに、単に上部を擦る。ループを炎であぶり、培養残渣を取り除く。次の象限のために冷えるのを待つ。
1. 再び塗布する。第2象限に進む。培地の一部は重なる。ループを炎であぶり、培養残渣を取り除く。次の象限のために冷えるのを待つ。
2. 再び塗布する。プレートを180度回転させ、第3象限で適切な角度を得る。第4象限で塗布する前に、必ずループを冷却する。
3. 中央を塗布する。最後にもう一度、第4象限からプレートの中央に向かって塗布する。ループを炎であぶる。プレートを決められた時間、適切な温度で培養する。